# Central City (Arkansas)
Central City é uma cidade  localizada no estado americano de Arkansas, no Condado de Sebastian.

## Demografia
Segundo o censo americano de 2000, a sua população era de 531 habitantes.
Em 2006, foi estimada uma população de 549, um aumento de 18 (3.4%).

## Geografia
De acordo com o United States Census Bureau, a localidade tem uma área de 5,6 km², sem área coberta por água.

## Localidades na vizinhança
O diagrama seguinte representa as localidades num raio de 16 km ao redor de Central City.